# Rio Bucovina
Rio Bucovina este o companie producătoare de băuturi răcoritoare și apă minerală din România. Compania a fost înființată în anul 2006, iar asociatul unic este sirianul Mohammad Alshaar care, potrivit unor relatări din presă, este nepotul controversatului om de afaceri sirian Omar Hayssam.
Compania are în portofoliu mărci precum Bucovina, La Vitta, Rio și Bon Ton.
Cifra de afaceri:
- 2007: 21,7 milioane euro[2]
- 2006: 9,1 milioane euro[1]

Venit net în 2007: 2 milioane euro